# 205823 Michaeldavis
205823 Michaeldavis è un asteroide della fascia principale. Scoperto nel 2002, presenta un'orbita caratterizzata da un semiasse maggiore pari a 2,365284 UA e da un'eccentricità di 0,128802, inclinata di 6,242953° rispetto all'eclittica.